# Lekvattnet
Lekvattnet er en småort i Torsby kommun i Värmlands län i Sverige og kyrkby i Lekvattnets socken.
Bynavnet blev i 1649 skrevet Lekevatn og betød da den navngivende gård. Navnet blev oprindeligt båret af Lekvattensjön, hvor ordet lek formentlig betyder vandets bevægelse.

## Lekvattnetaffären
24. februar 1943 nødlandede et tysk militærfly i Lekvattnet. Den 17-årige hjemmeværnsmand Nikolaus Andersson tog de tyskere som var ombord på flyet, 19 soldater og en sygeplejerske, til fange ved at skyde med et gevær. Da et beredskabsforbund tog over blev tyskerne behandlet snarere som gæster end som en fremmed militærmagt, med forplejning og boende på hotel med dans og senere transport over grænsen til Norge.
Flyet var et på forhånd anmeldt kurerfly fra Finland til Oslo, en type af trafik som der var meget ringe opmærksomhed omkring. Det havde ifølge aftalen ikke lov at bære våben, men flyet viste sig at bære to maskingevær og de ombordværende var bevæbnede. Siden både selve flytrafikken og behandlingen af det tyske militær skabte pressedebat lovede forsvarsminister Per Edvin Sköld efter interpellation af rigsdagsmanden Emil Olovson at det tyske kurerfly over Sverige skulle kontrolleres hårdere. Den unge hjemmeværnsmand blev belønnet med en medalje, og de svenske officerer som håndlagde sagen blev stillet for en krigsret men frikendt.